# (1326) Losaka
(1326) Losaka es un asteroide perteneciente al cinturón de asteroides descubierto el 14 de julio de 1934 por Cyril V. Jackson desde el observatorio Union de Johannesburgo, República Sudaficana.

## Designación y nombre
Losaka fue designado al principio como 1934 NS.
Posteriormente se nombró por Lusaka, una antigua ciudad de Rodesia, capital de Zambia desde 1964.

## Características orbitales
Losaka está situado a una distancia media del Sol de 2,668 ua, pudiendo alejarse hasta 3,266 ua y acercarse hasta 2,07 ua. Tiene una inclinación orbital de 15,99° y una excentricidad de 0,224. Emplea en completar una órbita alrededor del Sol 1592 días.